# Малатеста, Феррантино
Феррантино Малатеста (Ferrantino Malatesta) (ум. 12 ноября 1353) — сеньор Римини в 1326—1330 и 1334—1335.
Сын Малатестино Одноглазого (ум. 1317). В книгах средневековых историков сказано, что он умер в 95-летнем возрасте, поэтому датой рождения указывается 1258 год. Вероятно, родился гораздо позже — между 1289 и 1295 годами, потому что Малатестино Одноглазый женился на Агнессе да Монтефельтро в 1288 г.
В разное время был подеста в Болонье (1309), Флоренции (1307), Падуе (1314), Форли (1315), Чезене (1316—1317). Сеньор Ферминьяно (1321—1335).
После смерти своего дяди Пандольфо I (1326) стал сеньором Римини. Из-за интриг другого дяди, Малатеста Гуастафамилья, в 1330 году был изгнан из Римини папским легатом Бертраном дю Пуже.
В 1334 году восстановил свою власть, но ненадолго — его обманом захватили люди Гуастафамилья (03.06.1334) и заточили в замке Градары вместе с сыном — Малатестино Новелло и внуком — Гвидо.
В 1336 году Феррантино был освобождён Нолфо да Монтефельтро, но его сын и внук умерли в заключении, возможно — были убиты.
С 1340 г. жил в Римини, где и умер в 1353 году.
Жена (предполагаемое имя) — Беллучия деи Балигани. Дети:
- Малатестино Новелло (ум. 1335)
- (под вопросом) Самаритана (ум. 1347), муж — Толберт VI да Камино, граф де Ченеда.